# Труњано (Салерно)
Труњано је насеље у Италији у округу Салерно, региону Кампанија.
Према процени из 2011. у насељу је живело 73 становника. Насеље се налази на надморској висини од 403 м.